# Rafflesia patma
Rafflesia patma är en tvåhjärtbladig växtart som beskrevs av Carl Ludwig von Blume. Rafflesia patma ingår i släktet Rafflesia, och familjen Rafflesiaceae. Inga underarter finns listade i Catalogue of Life.